# Мартинов Олексій Георгійович
Мартинов Олексій Георгійович (*6 червня 1966) — український бізнесмен, бізнес-партнер Ігоря Коломойського та Геннадія Боголюбова.

## Життєпис
Народився 6 червня 1966 року в Людинові Калузької області (Росія).
У 1989 році закінчив Дніпропетровський університет за спеціальністю «інженер-електрик систем автоматичного керування» та влаштувався на роботу в кооператив «Фіаніт».
У 1991 році разом з Ігорем Коломойським та Геннадієм Боголюбовим заснував компанію «Сентоза».
У 1992 році спільно з Коломойським, Боголюбовим та Милославським заснували КБ «ПриватБанк». З 2000 року до націоналізації банку Мартинов був членом наглядової ради.
У 2006 році став директором ТОВ «Солм ЛТД», що займається феросплавним бізнесом ФПГ «Приват» в Україні.

## Політика
2006 — невдало балотувався до ВРУ за списками «Селянської партії».

## Місце у рейтингах багатіїв
- 14-те місце у списку топ-багатіїв України за версією журналу «Фокус» із сумою в $1,285 млрд станом на лютий 2008 року[2].
- У рейтингу журналу «НВ» «топ-100 найбагатших українців», опублікованому у жовтні 2019 року, статки оцінено у 602 млн дол. (зменшення на 33 % у порівнянні із 2018 роком); 12-те місце в рейтингу[3].

## Родина
- Перша дружина — Мартинова Ельвіра Аузаховна, 24 серпня 1966 року народження, померла[1].
- Друга дружина (у шлюбі 2009—2020) — Мартинова Тетяна Олександрівна[1].

Має чотирьох дітей:
- доньку Ксенію від першого шлюбу (народилась 28 грудня 1990 року)[4][5].
- сина Леоніда та двох дочок-близнюків — Марію та Олександру — у другому шлюбі.

Колишній зять (колишній чоловік дочки Ксенії):
- Трухін Олександр Миколайович — народний депутат (з 2019 року) від партії «Слуга народу»[4].